# Friedberg (Stájerország)
Friedberg osztrák város Stájerország Hartberg-fürstenfeldi járásában. 2017 januárjában 2576 lakosa volt.

## Elhelyezkedése

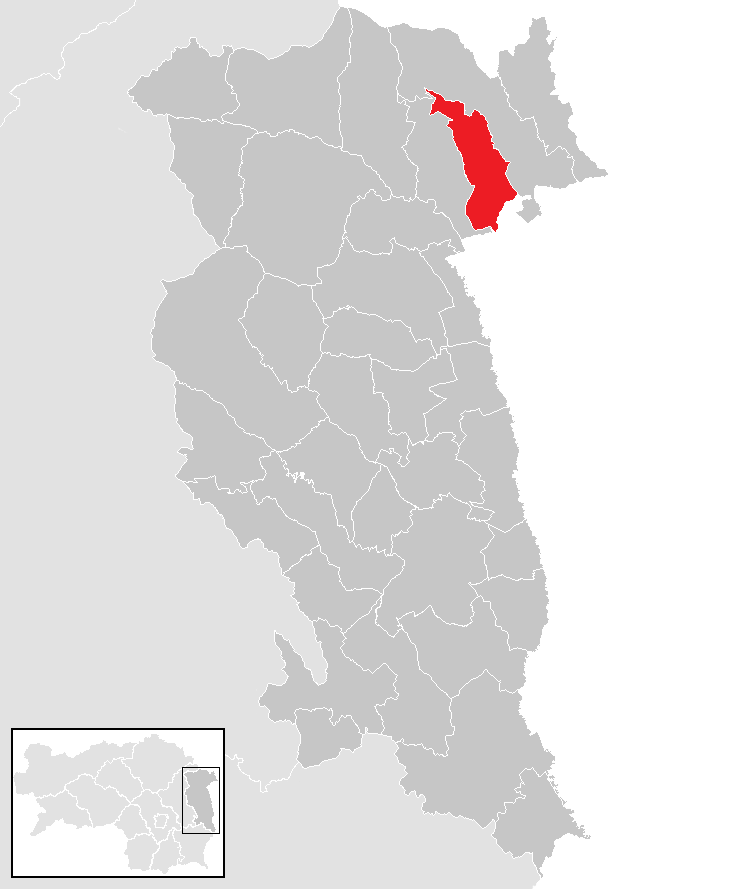
Friedberg a Hartberg-fürstenfeldi járásban

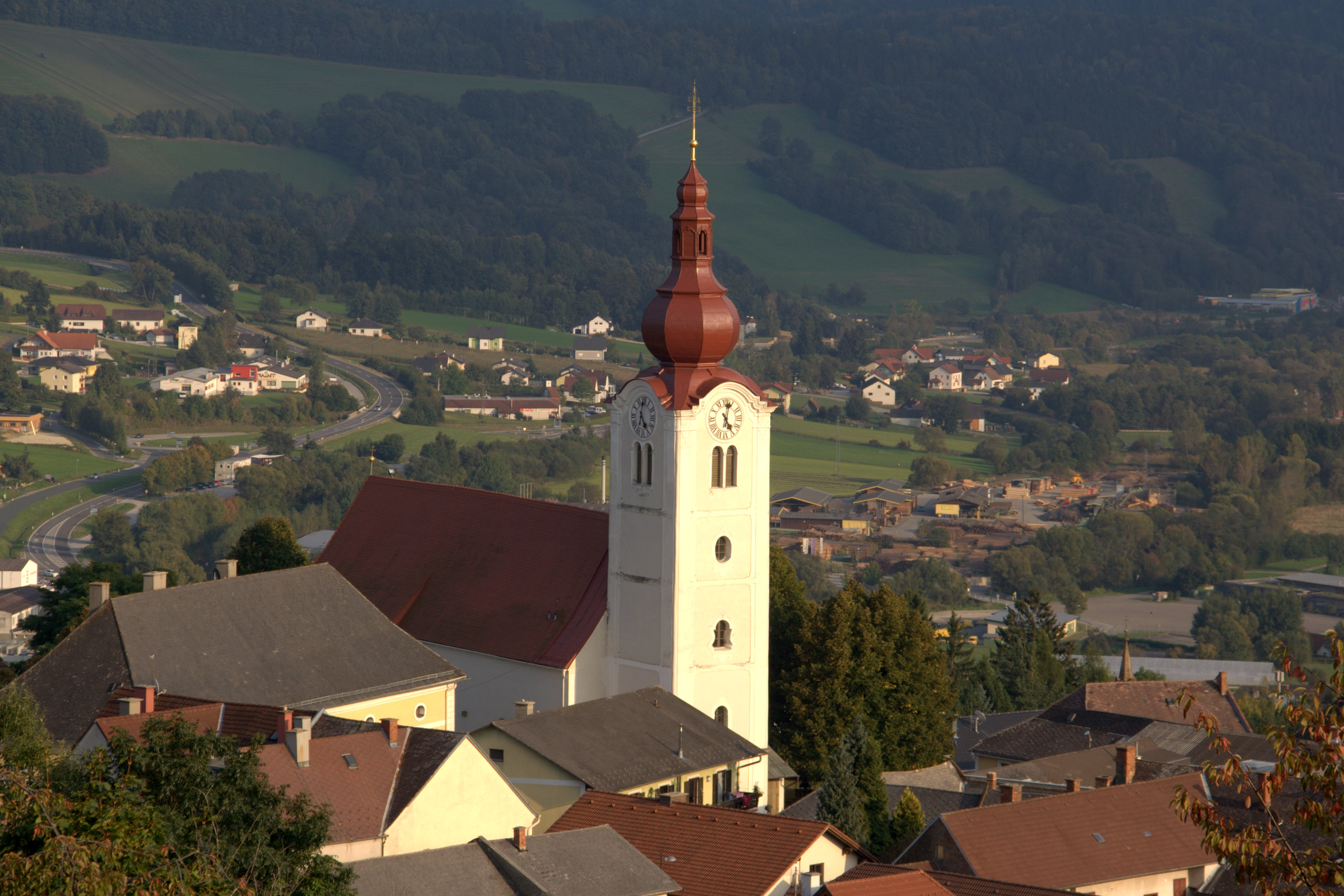
A Szt. Jakab-plébániatemplom

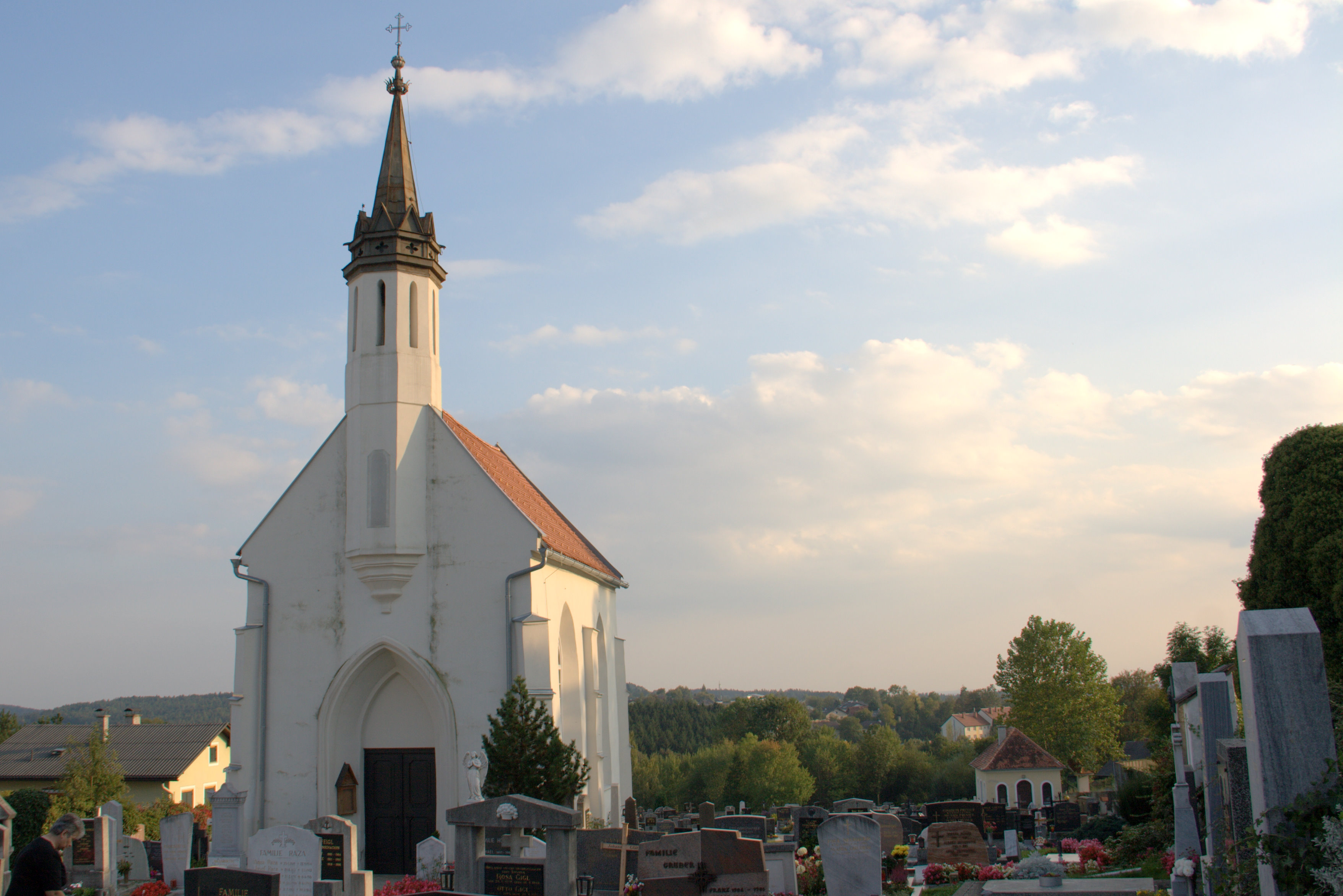
A temetői kápolna

Friedberg a Wechsel-hegység déli lejtőin fekszik, mintegy 20 km-re északkeletre a járási központ Hartbergtől. Legalacsonyabb pontja 455 m-rel (Oberwaldbauernnél), a legmagasabb (Hilmtore) valamivel 1000 m-rel emelkedik a tengerszint fölé. A városközpont 601 méteren helyezkedik el. Az önkormányzat területének északi része földrajzilag a Stájer-Közép-Alpokhoz, míg a déli a Burgenlandi Elő-Alpokhoz tartozik. Maga Friedberg városa szinte összeépült a szomszédos Pinggauval. A városi önkormányzat 3 katasztrális községben (Ehrenschachen, Friedberg, Schweighof) 6 települést egyesít: Ehrenschachen (627 lakos), Friedberg (338), Oberwaldbauern (26), Ortgraben (1192), Schwaighof (235) Stögersbach (150).
A környező önkormányzatok: délnyugatra Dechantskirchen, északkeletre Pinggau, délre Pinkafő (Burgenland). 	

## Története
Friedberg helyén az ókorban római út húzódott és egy esetleges települést sejtet a számos halomsír is ebből a korból. 
Friedberg várát a magyarok betörései ellen és a Wechsel-hegység tövében húzódó útvonal ellenőrzésére építették. Mellette III. Eckbert von Pütten gróf alapított települést, ahová Alsó-Ausztriából hozatott lakókat. A várost 1194-ben V. Lipót osztrák herceg megerődítette; ennek költségét részben az általa elfogott Oroszlánszívű Richárd angol király váltságdíjából fedezte (ugyanebből a pénzből épült Bécsújhely városfala is). A város első írásos említése 1254-ből származik. A város évszázadokig hercegi birtok maradt. 
A határmenti Friedberg a középkor során sokat szenvedett hol a magyarok, hol a törökök hadjárataitól. Több alkalommal tűzvész pusztította el a várost. Ober- és Unterfriedberg vára sokáig a von Friedberg lovagi nemzetség tulajdonában volt; kihalásuk után különböző stájer nemesi családok birtokolták az erődöket. Az ellenreformáció idején a vár a protestantizmus egyik utolsó fészke maradt a régióban, de tulajdonosan pénzügyi gondjai miatt kénytelen volt eladni a voraui apátságnak. A szerzetesek hagyták leromlani az épület állagát, amely mára eltűnt, helyén található a háborús emlékmű.     
A forgalmas kereskedelmi útvonalaktól messze fekvő város lakossága stagnált. A középkorban a ruhakészítőiről volt híres; mintegy 30 takácsmester dolgozott Friedbergben. 
Miután az első világháború után Burgenland Ausztriához került, Friedbergből indult ki a burgenlandi vasút építése. 1968-ban az addig önálló Ehrenschachen községet Friedberghez csatolták.

## Lakosság
A friedbergi önkormányzat területén 2017 januárjában 2576 fő élt. A lakosságszám 1991-ben érte el a csúcspontját 2772 fővel, azóta csökkenő tendenciát mutat. 2015-ben a helybeliek 96,8%-a volt osztrák állampolgár; a külföldiek közül 0,7% a régi (2004 előtti), 1,9% az új EU-tagállamokból érkezett. 2001-ben a lakosok 95,8%-a római katolikusnak, 1% evangélikusnak, 1,7% pedig felekezet nélkülinek vallotta magát. Ugyanekkor 8 magyar élt a városban.

## Látnivalók

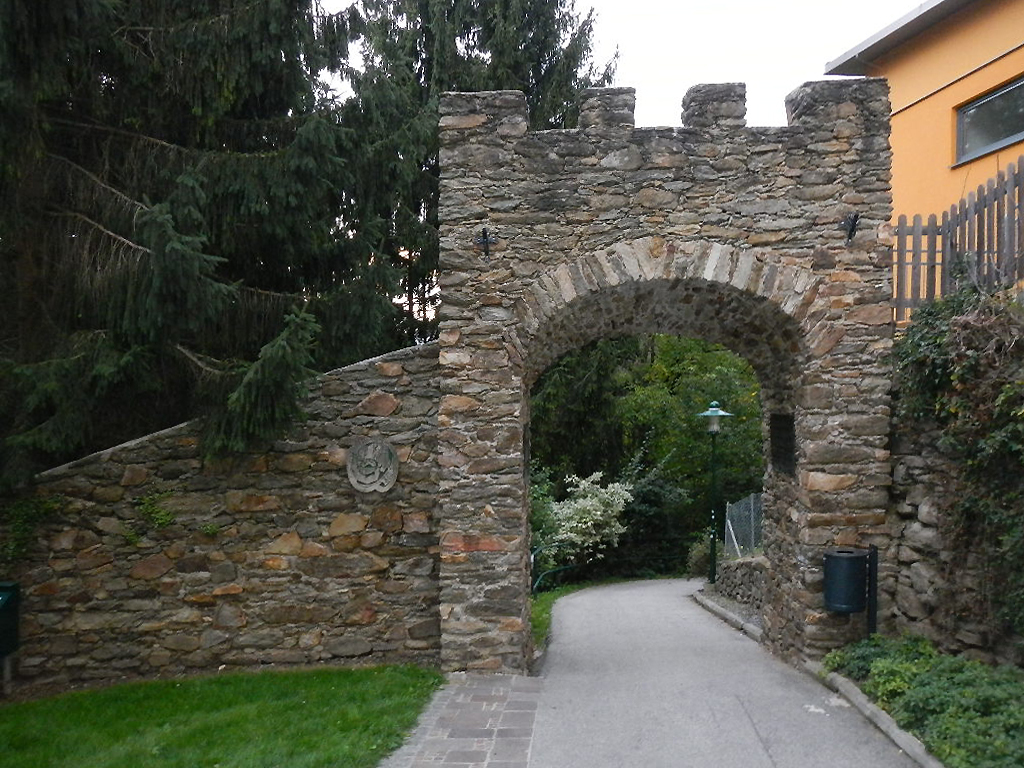
A középkori városfal

- a Szt. Jakab-plébániatemplom eredetileg a 12. században épült román stílusban. 1418-ban a magyarok lerombolták, a helyén emelt gótikus épület 1529-1532-ben a törökök rongálták meg. Mai formájában gótikus alapokon barokk stílusban készült.
- az 1682-es plébánia
- főtere az egyik legszebb állapotban megmaradt stájerországi középkori városközpont. Mária-oszlopát 1809-ben emelték.
- a messziről látható háborús emlékmű a régi vár helyén
- a régi városfal 1994-ben újjáépített Magyar kapuja.
- a temetői kápolna
- a Thonet cég székmúzeuma

## Híres friedbergiek
- Johann Weitzer (1832–1902) gyáriparos
- Anna F. (1985-) énekesnő
- Illés Bourbon–parmai herceg (1880–1959) a városban hunyt el.

## Testvértelepülések
- Friedberg (Németország)
- Ljutomer (Szlovénia)
- Söchtenau (Németország)

## Fordítás
- Ez a szócikk részben vagy egészben  a   Friedberg (Steiermark) című német Wikipédia-szócikk ezen változatának fordításán alapul.  Az eredeti cikk szerkesztőit annak laptörténete sorolja fel. Ez a jelzés csupán a megfogalmazás eredetét és a szerzői jogokat jelzi, nem szolgál a cikkben szereplő információk forrásmegjelöléseként.